# Апраксин Бор
Апраксин Бор — деревня в Трубникоборском сельском поселении Тосненского района Ленинградской области.

## История
Впервые упоминается в Писцовой книге Водской пятины 1500 года, как деревня Бор в Дмитриевском Гдицком погосте Новгородского уезда.
В переписи 1710 года во Вдицком погосте Кривинской волости упоминается деревня Бор из 13 дворов, принадлежащая боярину Петру Матвеевичу Апраксину.
На карте Санкт-Петербургской губернии 1792 года А. М. Вильбрехта она обозначена как деревня Бор.

АПРАКСИН-БОР — деревня Апраксинского сельского общества, прихода села Коровьего-Ручья.

Дворов крестьянских — 87. Строений — 384, в том числе жилых — 87. 

Число жителей по семейным спискам 1879 г.: 191 м. п., 224 ж. п.; по приходским сведениям 1879 г.: 201 м. п., 230 ж. п.; 
 .
Школа, 3 ветряные мельницы, 3 мелочные лавки, 2 постоялых двора, питейный дом. Жители занимаются пилкою дров. (1884 год)

АПРАКСИН БОР — деревня бывшая владельческая. Дворов — 87, жителей — 433. Волостное правление. Часовня, 3 лавки. (1885 год)

Согласно данным первой переписи населения Российской империи:

АПРАКСИН БОР — деревня, православных — 507, мужчин — 263, женщин — 244, обоего пола — 507. (1897 год)

В конце XIX — начале XX века деревня административно относилась к Апраксинской волости 1-го стана 1-го земского участка Новгородского уезда Новгородской губернии.

АПРАКСИН БОР — деревня Апраксинского сельского общества, дворов — 91, жилых домов — 140, число жителей: 267 м. п., 256 ж. п. 

Занятия жителей — земледелие, лесные промыслы, выпас телят, древесный уголь, ивовая кора.

Часовня, земская школа, фельдшерский пункт, волостное правление, земская конная станция, хлебозапасный магазин, 2 постоялых двора, 4 мелочные лавки, 2 кузницы, винная лавка. (1907 год)

В начале XX века в 4 верстах от деревни в местности «Одворки» на берегу реки Равань находилось древнее кладбище.

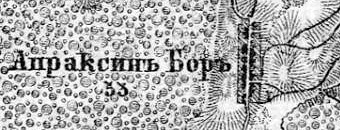
План деревни Апраксин Бор. 1917 год

Согласно военно-топографической карте Петроградской и Новгородской губерний издания 1917 года деревня Апраксин Бор состояла из 53 крестьянских дворов.
С 1917 по 1927 год деревня Апраксин Бор входила в состав Апраксинской волости Новгородского уезда Новгородской губернии.
С 1927 года в составе Любанского района.
В 1928 году население деревни Апраксин Бор составляло 593 человека.
С 1930 года в составе Тосненского района.
По данным 1933 года деревня Апраксин Бор являлась административным центром Апраксинского сельсовета Тосненского района, в который входили 6 населённых пунктов: деревни Александровка, Апраксин Бор, Ново-Александровка, Подсосонье, Равинь, Ручьи, общей численностью 1249 человек.
По данным 1936 года в состав Апраксинского сельсовета входили 6 населённых пунктов, 243 хозяйства и 4 колхоза.

План деревни Апраксин Бор. 1937 год

Согласно топографической карте 1937 года деревня насчитывала 88 дворов, в деревне находились школа, медпункт и сельсовет.
Деревня была освобождена от немецко-фашистских оккупантов 1 февраля 1944 года.
В 1965 году население деревни Апраксин Бор составляло 99 человек.
По данным 1966 и 1973 годов деревня Апраксин Бор также входила в состав Апраксинского сельсовета и являлась его административным центром.
По данным 1990 года деревня Апраксин Бор находилась в составе Трубникоборского сельсовета.
В 1997 году в деревне Апраксин Бор Трубникоборской волости проживали 37 человек, в 2002 году — 36 человек (все русские).
В 2007 году в деревне Апраксин Бор Трубникоборского СП — 23 человека.

## География
Деревня расположена в юго-восточной части района на автодороге 41А-004 (Павлово — Мга — Луга), к западу от центра поселения — деревни Трубников Бор.
Расстояние до административного центра поселения — 15 км. Расстояние до районного центра — 65 км.
Расстояние до ближайшей железнодорожной платформы Трубниково — 15 км.
К западу от деревни протекает река Тигода, к востоку — река Равань.

## Демография
| 2007 | 2010 | 2017 |
| ---- | ---- | ---- |
| 23   | ↗24  | ↘20  |

## Улицы
Апраксинская, Полевая.